# 4053 Cherkasov
4053 Cherkasov (1981 TQ1) là một tiểu hành tinh vành đai chính, được phát hiện ngày 2 tháng 10 năm 1981 bởi Zhuravleva, L. V. ở Nauchnyj.